# Воссон
Воссон (англ. Wasson) — нафтове родовище в США. Знаходиться на північному заході штату Техас, на рівнині Ллано-Естакадо, в округах Йохум та Ґейнс. Входить до Пермського нафтогазоносного басейну.
Родовище має трикутну форму близько 25 км у довжину та 27 км у ширину. Площа родовища — близько 223 км². Нафта видобувається з доломітів гваделупської епохи пермського періоду.
Глибина залягання 1490—2680 м. Запаси 200 млн тонн. Відкрите 1936 року.